# 山手線パス
山手線パスは、東日本旅客鉄道が山手線100周年を記念して2009年に不定期で発行された特別企画乗車券である。「ポケモン言えるかな? BW」スタンプラリーの実施にあわせ、2011年に再び発行された。

## 発売期間および有効期間
- 発売期間
  - 第1期：2009年10月3日から2009年10月31日までの土曜・日曜および祝日
  - 第2期：2011年8月1日から2011年8月21日
- 有効期間
  - 1日間

## 通用範囲
以下の区間の普通列車自由席が乗り降り自由である。東海道新幹線を除く特急・急行列車の利用には、別に対応する料金券が必要。一般的には、山手線電車およびその内側の中央・総武線がフリー区間と考えればよい。並行する京浜東北線（品川 - 田端間）や埼京線・湘南新宿ライン（大崎 - 池袋間）なども利用可能である。
- 東海道本線東京駅 - 品川駅間
- 東北本線東京駅 - 田端駅間
- 山手線全線（品川駅 - 田端駅間）
- 中央本線神田駅 - 代々木駅間
- 総武本線秋葉原駅 - 御茶ノ水駅間

## 価格
- 第1期：大人480円 小児100円
- 第2期：大人500円 小児250円

## 発売箇所
フリーエリア区間(東京山手線内)の指定席券売機でのみ事前・当日発売を取り扱う。